# Monthly Asuka
Pour les articles homonymes, voir Asuka.
Monthly Asuka (月刊あすか, Gekkan Asuka) est un magazine de prépublication de mangas mensuel de type shōjo créé en 1985. Il est publié par Kadokawa Shoten et sort le 24 de chaque mois.
Les mangas publiés dans le magazine sortent sous le label Asuka Comics en version tankōbon.

## Manga prépubliés parMonthly Asuka
- Clamp School Detectives par Clamp
- Uragiri de Hotaru Odagiri